# Dourduff (Scorff)
Pour les articles homonymes, voir Dourduff.
Le Dourduff ou Dourdu ou Kerustan ou ruisseau de Lignol ou rivière de Pontcallec est une rivière affluent du Scorff. Son cours est long de 18,75 km.

## Étymologie
Dourduff est un nom breton comme la quasi-totalité de la toponymie ancienne dans la moitié ouest de la Bretagne. Il vient des mots dour, eau, et duff, breton ancien (du en breton moderne) noir. Le mot est généralement écrit « Dourdu » en langue bretonne.

## Description

### Cours de la rivière
La rivière de Pontcallec est un affluent du Scorff qui prend sa source dans le bois de Quénépozen à Ploërdut à 220 mètres d'altitude. Il passe devant les ruines du château de Coëtven, arrose Ploërdut, Lignol (il est aussi connu sous le nom de ruisseau de Lignol) et Kernascléden et après avoir traversé la forêt de Pontcallec, se jette dans le Scorff. Une chaussée fut construite au XIIIe siècle, 1 km en amont de son point de confluence avec le Scorff, pour barrer son cours et donner naissance à un étang d'une superficie de 15 ha,  l'étang de Pontcallec. Cet étang a subi une vidange accidentelle en septembre 2011. Sa remise en eau n'est plus envisagée afin de permettre aux poissons et aux sédiments de circuler librement et permettre ainsi le repeuplement du cours d'eau par les salmonidés.
À la hauteur de l'ancien étang, la rivière de Pontcallec est grossi par deux cours d'eau, le ruisseau de Trioulin et le ruisseau de Kermérien ou de Landordu. Son cours est long d'environ 17 km et son bassin hydrographique couvre 7 440 hectares.

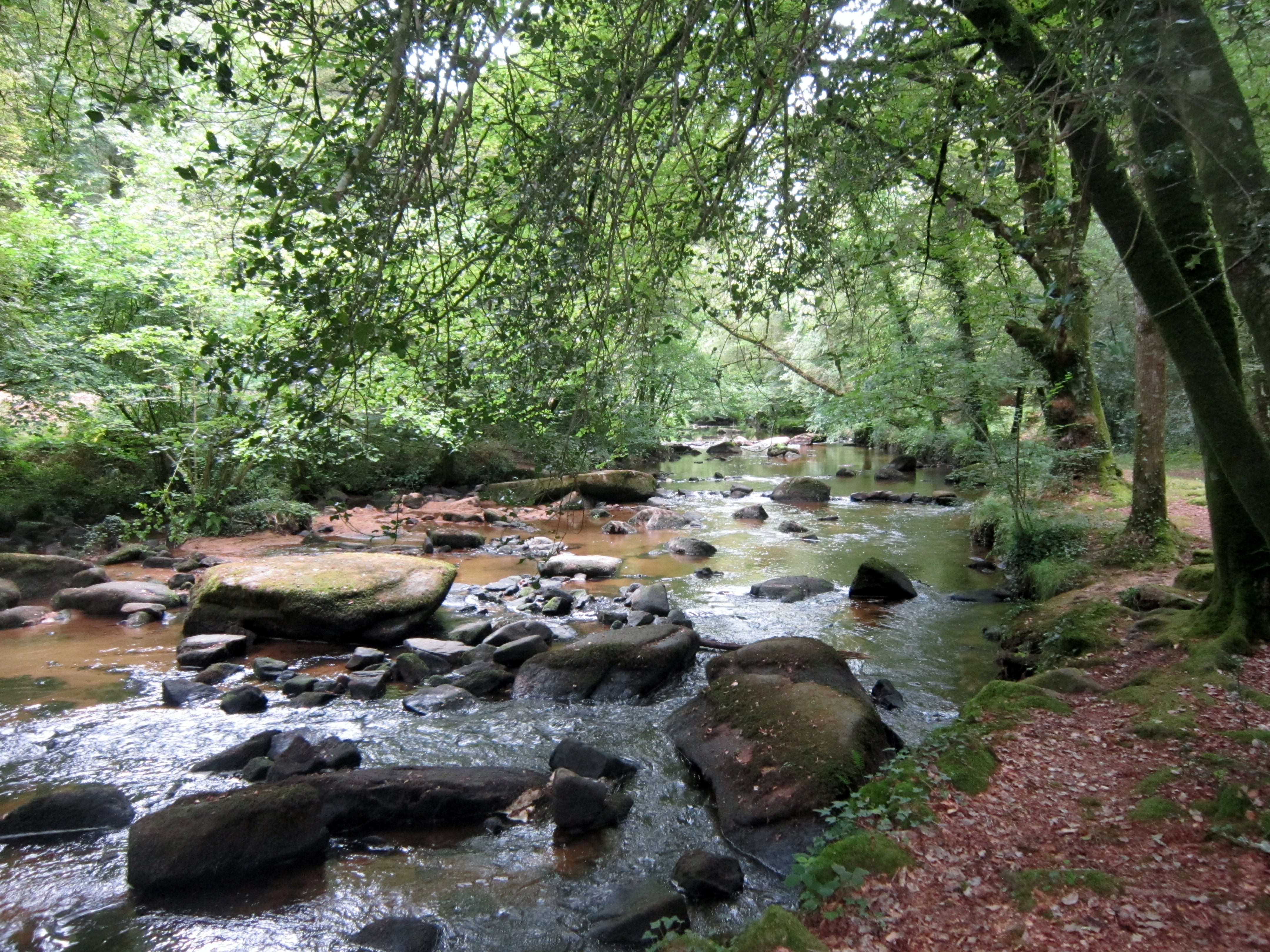
La rivière de Pontcallec, en aval de l'ancien étang de Pontcallec et juste en amont de sa confluence avec le Scorff.
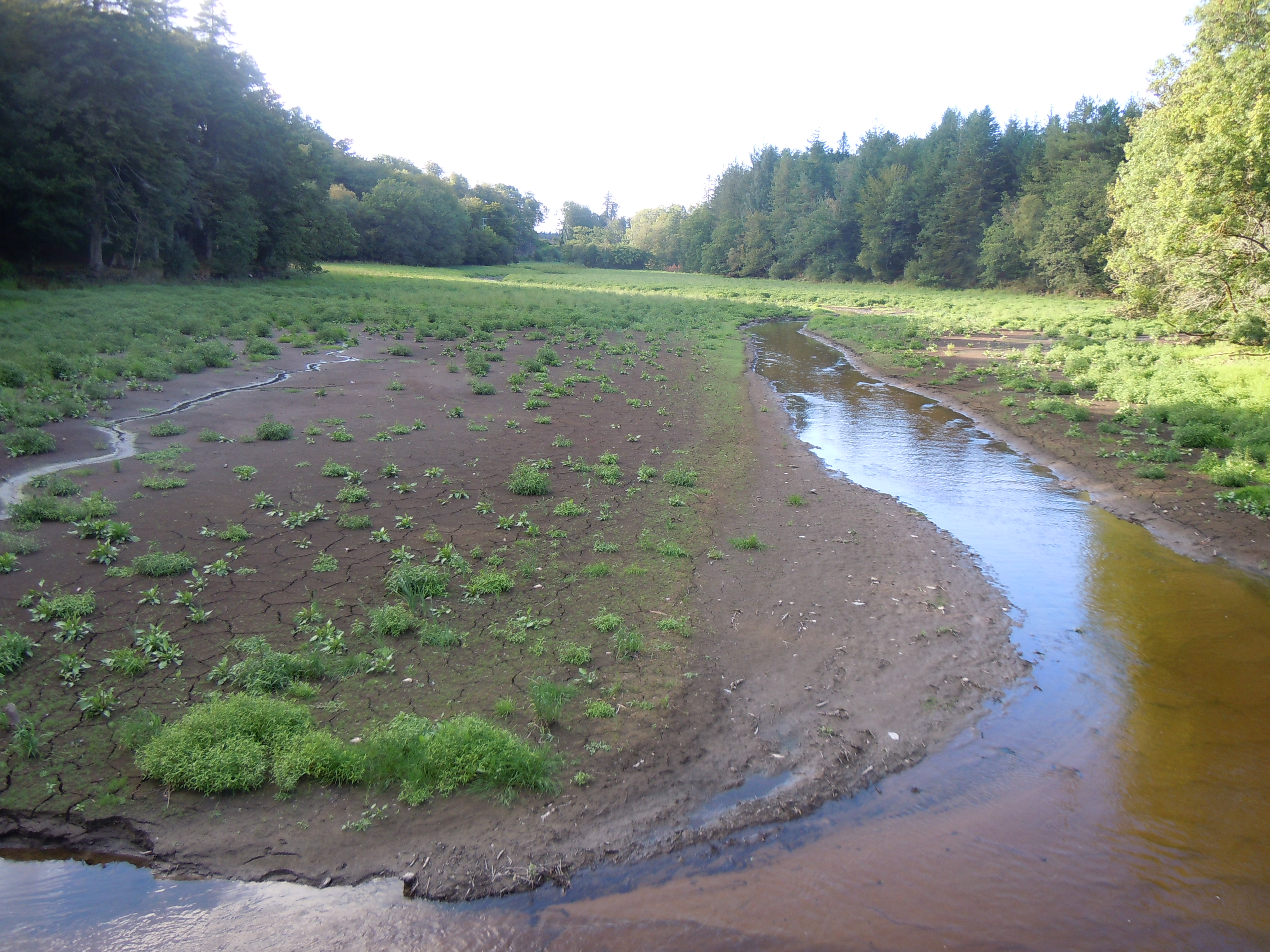
La rivière à l'emplacement de l'ancien étang de Pontcallec.
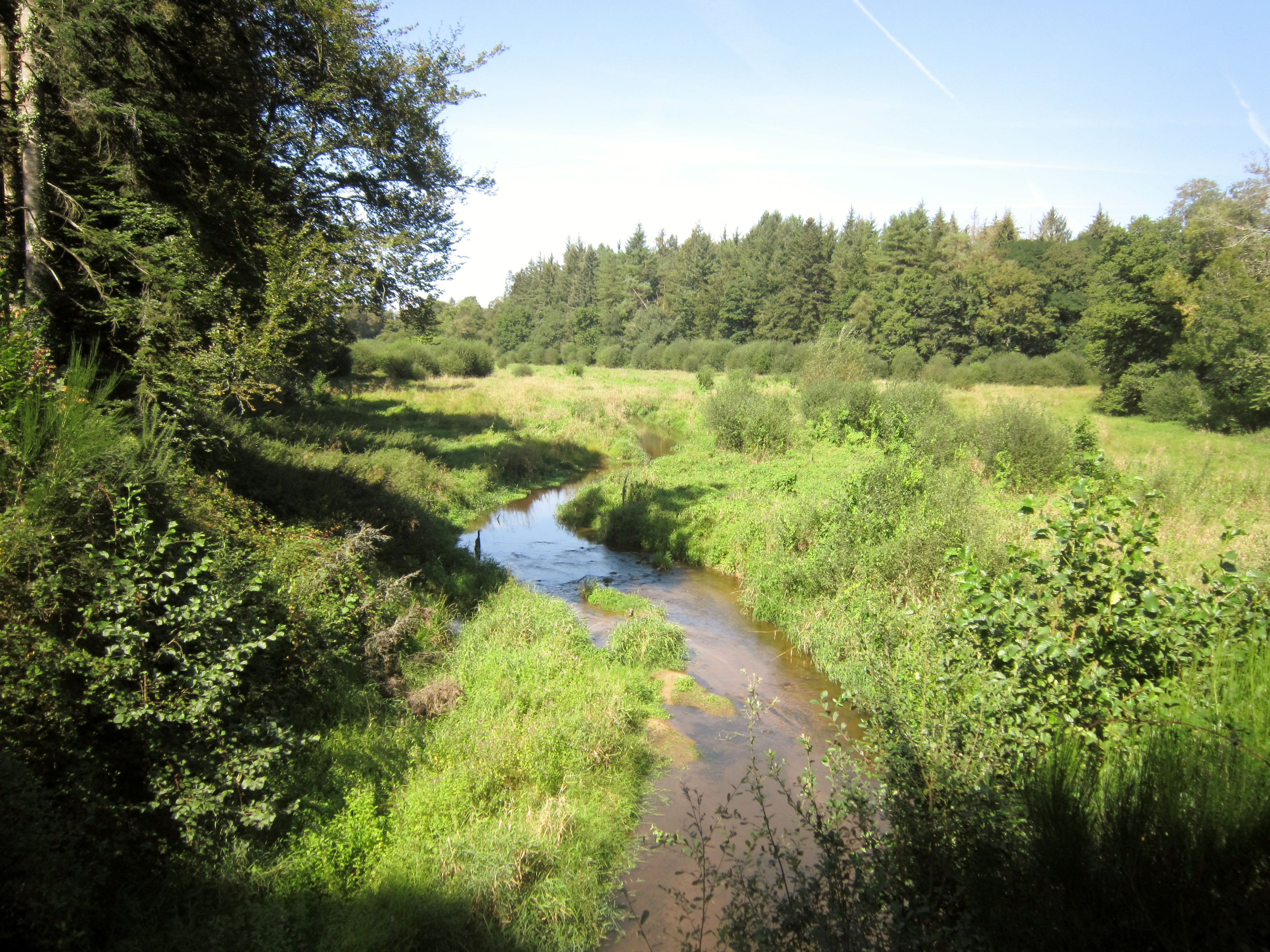
L'ancien étang de Pontcallec désormais asséché.

### Affluents
Le SANDRE recense 7 affluents du Dourduff d'une longueur égale ou supérieure à 1 km dont 3 dépassent les 5 km.
D'amont en aval :
- le Trioulin ou ruisseau du moulin de Ruchec, long de 10,7 km
- le ruisseau de Kermerien ou de Landordu, long de 8,2 km